# Alfred Slegten
Alfred Jan Theophile Slegten (Sint-Huibrechts-Lille, 4 juli 1897 - Heusden, 28 april 1975) was een Belgisch senator.

## Levensloop
Slegten was een zoon van Mathijs Slegten (1865-1939) en Victoria Becquaert (1863-1905). Hij trouwde met Henrica Kerkhofs (1896-1982). Beroepshalve was hij verhuurder van aannemersmateriaal.
Hij werd tweemaal provinciaal senator voor de CVP in Limburg:
- van 1949 tot 1954,
- van 1959 tot 1965.